# Stack's to Mullaghareirk Mountains, West Limerick Hills and Mount Eagle SPA
Stack's to Mullaghareirk Mountains, West Limerick Hills and Mount Eagle SPA este o arie protejată (arie de protecție specială avifaunistică — SPA) din Irlanda întinsă pe o suprafață de 56.648,85 ha, integral pe uscat.

## Localizare
Centrul sitului Stack's to Mullaghareirk Mountains, West Limerick Hills and Mount Eagle SPA este situat la coordonatele 52°17′37″N 9°16′39″W / 52.293622°N 9.277583°V.

## Înființare
Situl Stack's to Mullaghareirk Mountains, West Limerick Hills and Mount Eagle SPA a fost declarat arie de protecție specială avifaunistică în martie 2007 pentru a proteja 2 specii de animale.

## Biodiversitate
Situată în ecoregiunea atlantică, aria protejată nu include niciun habitat protejat.
La baza desemnării sitului se află mai multe specii protejate de  păsări (2): erete vânăt (Circus cyaneus), șoim de iarnă (Falco columbarius).
Pe lângă speciile protejate, pe teritoriul sitului au mai fost identificate 1 specie de păsări.